# Mario Amadeo
Mario Octavio Amadeo (Buenos Aires, 11 gennaio 1911 – 19 marzo 1983) è stato uno scrittore e diplomatico argentino.

## Biografia
Amadeo studiò filosofia e per breve tempo ha lavorato come accademico in quella zona. Nel corso del 1930 il giovane Amedeo era strettamente associato con l'anti-liberalismo ispirandosi ai scrittori cattolici conservatori come Léon Bloy, Charles Péguy, Jacques Maritain, Gilbert Keith Chesterton, Hilaire Belloc, Giovanni Papini e Ramiro de Maeztu. Come tale egli apparteneva al gruppo di autori e attivisti di destra che comprendeva Carlos Ibarguren, Manuel Gálvez, Juan Carulla, Ernesto Palacio, Máximo Etchecopar e Rodolfo e Julio Irazusta.
È stato anche il presidente dell'Ateneo de la República, un club semi-segreto attivo nel 1940 e accusato di fascismo, dai suoi avversari, che comprendeva un numero di ministri del governo tra i suoi membri. Fondatore dell'Azione Cattolica nel mondo nel 1931, così come il giornale di destra El Baluarte, Amadeo è stato influenzato nelle sue idee politiche da Ramiro de Maeztu e Hispanidad ed ha sostenuto un tradizionalismo antidemocratico che anche cercato di corporativismo e di un nazionalismo economico che ha cercato di limitare l'influenza del capitale straniero nella vita argentina. Era un entusiasta sostenitore del regime di Francisco Franco in Spagna.
Durante la seconda guerra mondiale Amadeo era a favore delle Potenze dell'Asse. Amadeo era vicino a Juan Carlos Goyeneche, un frequente visitatore nazista durante la seconda guerra mondiale, che gli assicurò la comunicazione tra Goyeneche e il ministro degli Esteri Enrique Ruiz Guiñazú. Nella sua carriera in seguito come ambasciatore alle Nazioni Unite avrebbe dimostrato ulteriori simpatie naziste quando ha attaccato Israele per il  sequestro di Adolf Eichmann.

## Peronismo
All'interno del gabinetto del generale Lonardi, fece parte di un ceppo nazionalista cattolico.
Amadeo inizialmente rimase fedele a Perón, e in effetti gli salvò la vita quando, dopo la caduta di quest'ultimo il 19 settembre 1955, il leader deposto scivolò sul lancio che lo stava portando dal Paraguay e sarebbe annegato non fosse intervenuto. Nonostante questo Amadeo avrebbe poi criticato Perón per l'utilizzo dei lavoratori come base per il suo regime, piuttosto che seguire il vecchio progetto nazionalista della gerarchia che lui e i suoi contemporanei approvarono.
A seguito del colpo di stato contro Perón, il 25 settembre, Amadeo è stato nominato ministro degli Esteri per il Presidente Eduardo Lonardi.
È stato anche membro fondatore del Tradición, Familia y Propiedad movimento inizialmente fondata in Brasile nel 1960.

## Nazioni Unite
A seguito della sua incapacità di ottenere il sostegno come leader politico, Amadeo intraprese una lunga carriera con le Nazioni Unite, che servì in un certo numero di volte come vice-presidente della Commissione delle Nazioni Unite sull'uso pacifico dello spazio extra-atmosferico. Nel maggio 1959 è stato anche presidente del Consiglio di Sicurezza. Per lungo tempo ha servito come capo della delegazione argentina all'istituzione ma si è rivelata una scelta discutibile.
Amadeo è stato coinvolto nelle sparizioni durante la Guerra Sporca ed era personalmente responsabile della legge m° 22068 che ha permesso al governo di dichiarare chiunque fosse scomparso entro 90 giorni, legalmente morto. Allo stesso tempo, però Amadeo è stato anche un membro della Sottocommissione sulla prevenzione della discriminazione e la protezione delle minoranze allegati alla Commissione delle Nazioni Unite per i diritti umani, che stava indagando sulle sparizioni.